# Kodemmachō (métro de Tokyo)
Kodemmachō (小伝馬町駅, Kodenmachō-eki) est une station du métro de Tokyo sur la ligne Hibiya dans l'arrondissement de Chūō à Tokyo. Elle est exploitée par le Tokyo Metro.

## Situation sur le réseau
La station Kodemmachō est située au point kilométrique (PK) 12,6 de la ligne Hibiya.

## Histoire
La station a été inaugurée le 31 mai 1962. La station fut touchée par l'attentat au gaz sarin dans le métro de Tokyo le 20 mars 1995.

## Services aux voyageurs

### Accès et accueil
La station est ouverte tous les jours. Elle se compose de 2 quais encadrant 2 voies.
En moyenne, 38 214 voyageurs ont fréquenté quotidiennement la station en 2015.

### Desserte
- Ligne Hibiya :
  - voie 1 : direction Naka-Meguro
  - voie 2 : direction Kita-Senju (interconnexion avec la ligne Tōbu Skytree pour Kuki et Minami-Kurihashi)

Installations de la station
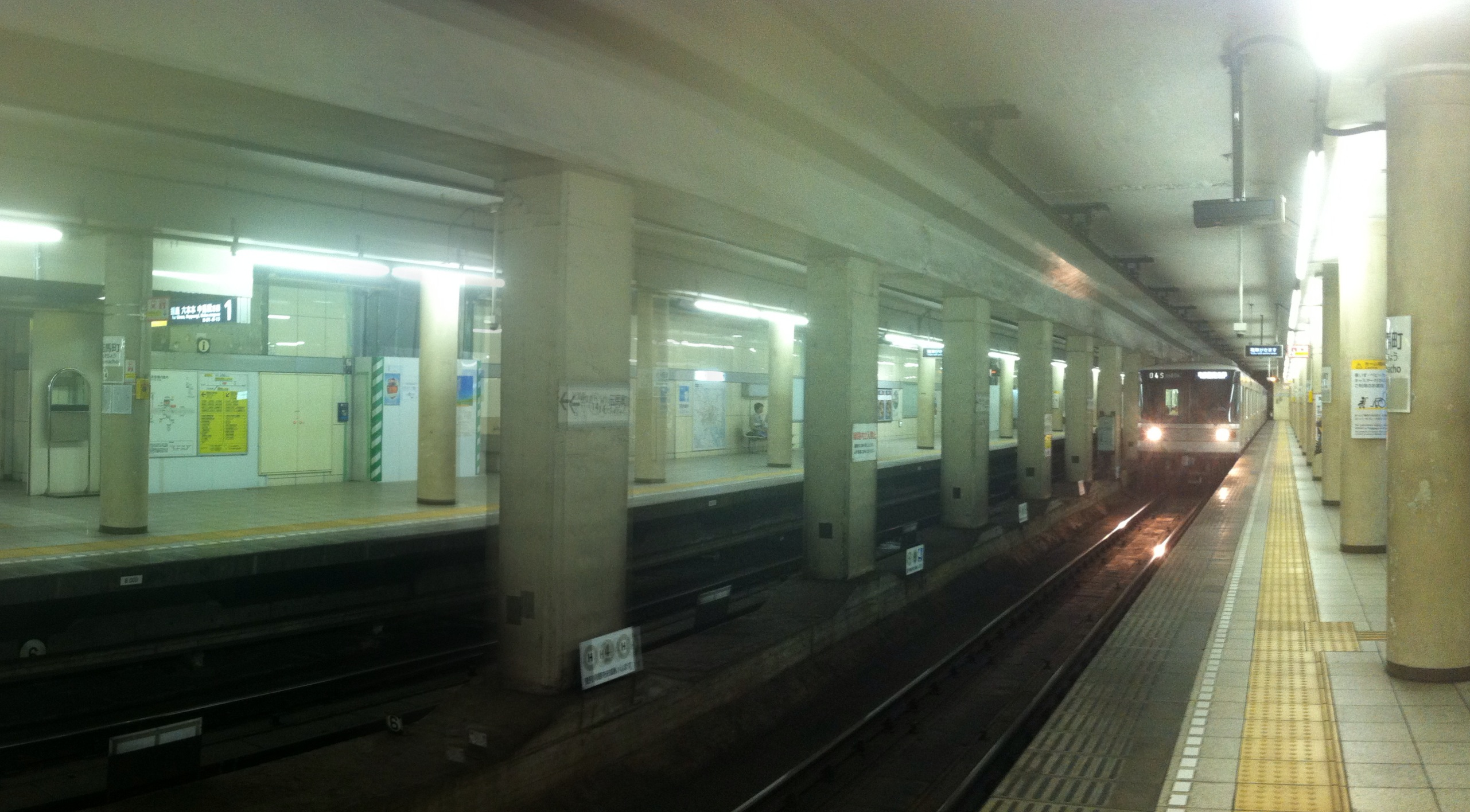
Quai de la ligne Hibiya
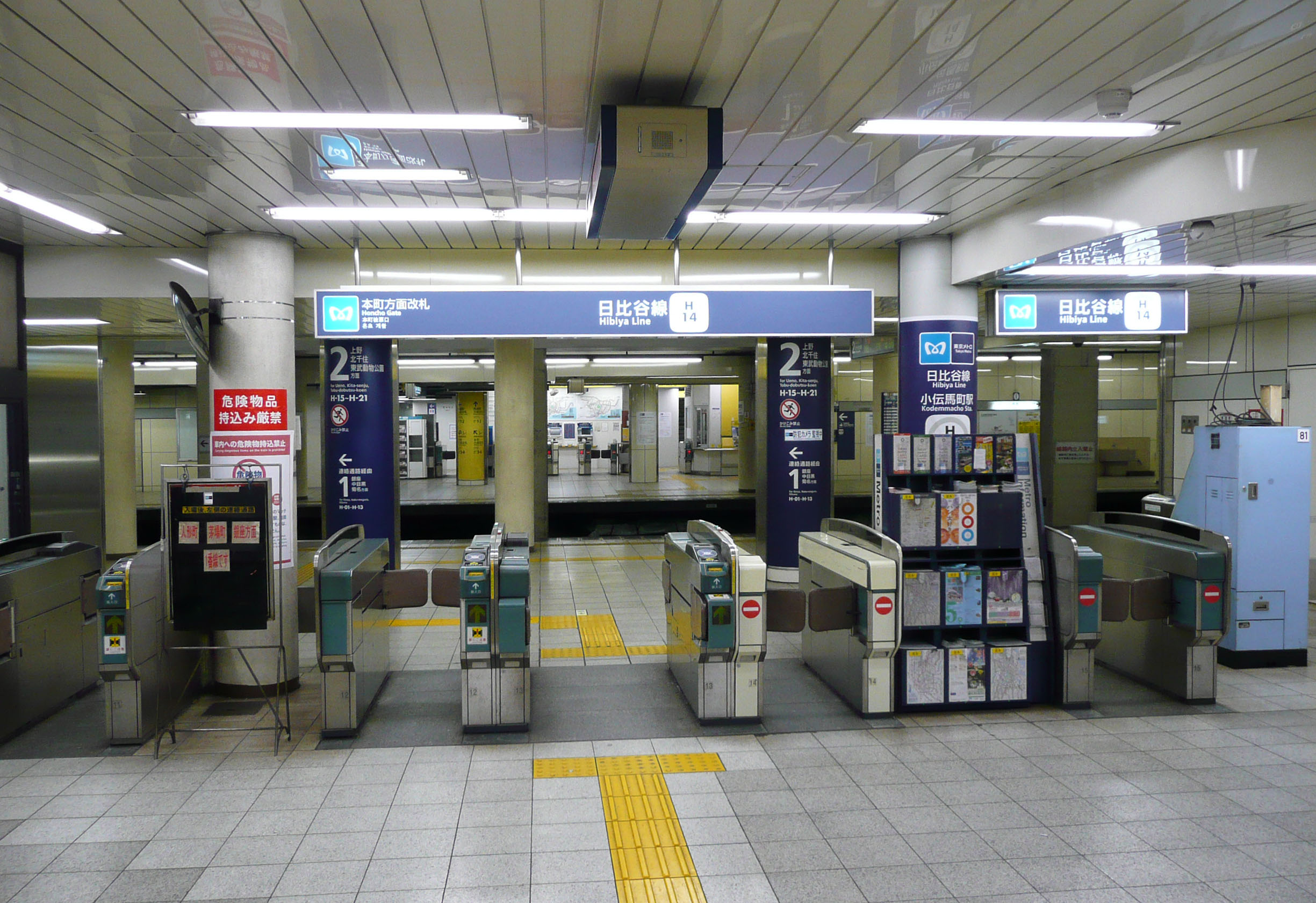
Ligne de contrôle